# 金成喜蔵
金成 喜蔵（かんなり きぞう、旧字体：金成 喜藏、アイヌ名：カンナリキ、1824年2月18日〈文政7年1月19日〉 - 1912年〈明治45年〉1月1日）は、北海道幌別郡幌別村（現：登別市幌別）出身のアイヌ（父親は和人）。実業家。愛隣学校の創設者。

## 経歴・人物
喜蔵は幌別で漁業、農業で成功し、宿屋を経営するなど多くの雇用を生む実業家であった。キリスト教を信仰し、正直者として徳望が高く、酒もタバコもやらない人物で、幌別にアイヌのための学校を作る活動をした。

## 年譜
1883年、東京・上野恩賜公園で開催された水産博覧会に投銛を出品し、褒状を授与された。
1888年9月、北海道幌別郡幌別村に愛隣学校を開設。

## 愛隣学校の設立
廃使置県、室蘭も含めて札幌県管轄になった年、1882年（明治15年）に札幌県に対して「幌別旧土人学校設立嘆願書」がカンナリキ他5名の署名で出されている。嘆願書の中身には、喜蔵・連の長男、金成太郎を札幌県が教員として採用することと要求すると同時に、幌別のアイヌたちが所得に応じて教室に当てる建物を建てる費用などを出すことをうたっている。

## 家族・親族

### 金成姓の由来
1873年（明治6年）10月、「カンナリキ」に因んで「金成（カンナリ）」を氏とす。
【語源】「カンナリキ」は、アイヌ語の「カンナアリキ(再來)」に由來すると云ふ。
すなはち「神の再來」の意なり。國語「神無月（カムナヅキ）」も、古語「カンナアリヅキ（再來の月）」の意なり。 上古の人、冬至は最も昼の短しゆへ太陽の力弱まりたるを、この日を境に昼の長さ増したるゆへ、 「再來の月」といふ。出雲にては「神有月（カムアリヅキ）」といふも、古語に順ひたるなり。 「十月は神々出雲に集まるゆへ神無月と云ひ、出雲にては神有月といふ」とは、ただ字音のみ残り 原意の忘れたる後に作られし巷説なり。
按ずるに「カンナリキ」の祖人は、冬至に太陽神の再來を祈祷せるを 世職としたれり哉。一説に「カンナリキ」の遠祖は和人（源義経）なりと云ひ、 明治になりて王化に浴して和人に戻りたるゆへ 「カンナリキ」と称すといふも、此説は信じ難かる可し。

### 金成家
北海道幌別郡幌別村（現：登別市幌別）
［　］は、アイヌ名。

#### 親・兄弟姉妹
- 父・カハト

和人、生没年不明。
- 母・刀茂 ［アンワトモ］

（1803年6月22日〈享和3年5月4日〉 - 1893年〈明治26年〉3月18日）
- 妹・安之野［アシコロ］

カハト・刀茂の娘。
（1837年頃生 -  没年不明）
- - 同人夫・パラピタ（ジョン・バチェラーの下男）
  - 同人養女・キン

#### 前妻・子
- 【前妻】・連 ［レルラ］
（1845年1月13日〈弘化元年12月6日〉 - 1888年〈明治21年〉10月6日）死別

ネンパク（メンハチ）の娘。
金成マツ・ナミ姉妹の伯母、ナミの子の知里幸恵・高央・真志保姉弟の大伯母。
- 長男・太郎［ペテロ］

（1867年1月20日〈慶応2年12月15日〉 - 1897年〈明治30年〉1月20日）
愛隣学校の教師、アイヌ初の伝道者。
- 二男・次郎
- 長女・安志

（1874年〈明治7年〉1月15日 - 没年不明）
1893年〈明治26年〉3月9日、幌別村内に分家。
異母弟・久太の養母（1898年〈明治31年〉4月26日に養子縁組）。
- 三男・三郎
  - 同人妻・波（1885年〈明治18年〉- 没年不明）

知里波ヱ登［チリパ・ハエブト］・加之［カシヌカラ］〈登山盤里［トウサンパレ］・サンケテクの娘〉の二女、知里幸恵姉弟の父・知里高吉の妹。
- 五男・五郎

（1881年〈明治14年〉7月20日　-  1911年〈明治44年〉10月18日失踪宣告確定）
- 二女・登美

（1882年〈明治15年〉12月11日 - 没年不明）
- - 同人夫・室 昌太郎（1898年〈明治31年〉2月23日に婚姻）
- 六男・冨藏

（1886年〈明治19年〉3月11日 - 1906年〈明治39年〉12月1日）

#### 後妻・子
- 【後妻】・安之 ［アシリロ］

（1863年3月8日〈文久3年1月19日〉 -  1937年〈昭和12年〉1月20日）
知里イクアンテ（知里波ヱ登の兄）の娘、戸籍上は盤運治［パウンデ］の二女。
1889年〈明治22年〉2月25日に喜蔵と婚姻。
- 七男・初太郎

（1890年〈明治23年〉4月19日 - 1964年〈昭和39年〉8月30日）
1911年〈明治44年〉11月17日、喜蔵が隠居になり、家督相続。
- - 同人妻・初（墓名：金成 ハツ）

1893年〈明治26年〉8月27日 - 1960年〈昭和35年〉8月31日）
山根伊太郎〈山根作八の二男〉・保呂遠信礼〈押杵酒八の長女〉の長女、北海道室蘭郡元室蘭村出身。
1912年〈明治45年〉5月11日に初太郎と婚姻。
- - 同人二女

（1928年〈昭和3年〉- 2024年6月現在、存命中）
- - 同人元娘婿・細野 利秋

（1928年〈昭和3年〉11月7日 - 1984年〈昭和59年〉6月1日）
父・細野喜代治〈細野熊太郎・ミツの長男。岩手県岩手郡中野村東中野出身〉。
母・ヨシヱ〈小久慈焼5代目：熊谷嘉太郎・テツの二女、小久慈焼6代目：熊谷龍太郎〈別名：竜太郎〉の妹。岩手県九戸郡長内村大字小久慈出身〉。
喜代治・ヨシヱの八男、北海道室蘭市出身。
二女の元夫（1951年〈昭和26年〉2月5日に婚姻、1976年〈昭和51年〉11月27日に離婚）。
1980年〈昭和55年〉10月6日に後妻と北海道網走郡美幌町で再婚し、後妻の石井姓に改姓した。
北海道石狩市厚田区の戸田記念墓地公園にある利秋の墓（細野家）に、初太郎と初も納骨されている。
- 八男・久太

（1893年〈明治26年〉2月11日 - 没年不明）
異母姉・安志の養子（1898年〈明治31年〉4月26日に養子縁組）。
- - 三女・豊

（1895年〈明治28年〉7月27日 - 1918年〈大正7年〉5月7日）
- -     - 同人夫(婿養子)・孫吉［イタクトンコロ］

（1892年〈明治25年〉8月10日 - 1970年〈昭和45年〉）
板久惠農の息子、幌別漁村の漁師。
1914年〈大正3年〉3月27日に婚姻。
豊と死別後の1921年〈大正10年〉8月31日、養子離縁（板久勝平戸籍に復籍）。勝平は、母・惠農の養子。
- 九男・長次郎

（1898年〈明治31年〉2月5日 - 1924年〈大正13年〉2月18日）
- 四女・ハナ

（1900年〈明治33年〉5月28日 - 没年不明）
- - 同人夫・知里 茂之助

（1935年〈昭和10年〉11月26日に婚姻）
- 十男・謹作

（1903年〈明治36年〉4月1日 - 没年不明）
- - 同人前妻・ミツヨ

（1909年〈明治42年〉3月3日 - 1930年〈昭和5年〉3月5日）
室村多美の娘。
1929年〈昭和4年〉12月20日に婚姻、1930年3月5日に死別。
- - 同人後妻・ハル

（1909年〈明治42年〉3月3日 - 没年不明）。
室村キクの娘、室村多美の妹。
1932年〈昭和7年〉9月12日に婚姻。
- 十一男・裕

（1906年〈明治39年〉7月16日 - 1924年〈大正13年〉7月30日）

#### 金成家親戚
- 義姪
  - マツ ［イメカヌ、イメカノ、イメカナとも］

（1875年〈明治8年〉11月10日 - 1961年〈昭和36年〉4月6日）
金成恵理雄［ハエリレ］・茂奈之［モナㇱノウㇰ］の長女。
口承文芸・ユカㇻの伝承者、キリスト教伝道師。
- - ナミ （波子とも）［ノカアンテ］

（1879年〈明治12年〉6月25日 - 1964年〈昭和39年〉5月30日）
金成恵理雄［ハエリレ］・茂奈之［モナㇱノウㇰ］の二女、マツの妹。
- -     - 同人夫・知里 高吉（たかきち）

（1884年〈明治17年〉4月15日 - 1961年〈昭和36年〉10月30日）
知里波ヱ登・加之の長男、牧畜業、造園業。

### 知里家
北海道幌別郡登別村（現在の登別市登別本町）
- 義大甥・義大姪
  - 幸恵

（1903年〈明治36年〉6月8日 - 1922年〈大正11年〉9月18日）
知里高吉・ナミの長女、『アイヌ神謡集』著者。
- - 高央（たかなか）

（1907年〈明治40年〉4月15日 - 1965年〈昭和40年〉8月25日）
知里高吉・ナミの長男、教師。
- -     - 同人妻・もと

  - 真志保

（1909年〈明治42年〉2月24日 - 1961年〈昭和36年〉6月9日）。
知里高吉・ナミの二男。
アイヌ語言語学者、文学博士、北海道大学名誉教授。

- -     - 同人三人目妻・美枝

（1927年〈昭和2年〉8月7日 - 2021年〈令和3年〉4月4日）
萩中与三治の長女、アイヌ文化研究家。
- 義曽姪孫・むつみ

（1948年〈昭和23年〉- 2016年〈平成28年〉9月21日）
知里高央・もとの二女。
アイヌ文化伝承者、知里幸恵 銀のしずく記念館の初代館長。
- - 同人後夫・横山 孝雄

（1937年〈昭和12年〉2月15日 - 2019年〈令和元年〉8月31日）
漫画家、知里幸恵 銀のしずく記念館の初代理事長。

### その他親戚
- 義玄孫姪・木原 仁美

（1974年〈昭和49年〉- ）
むつみ・むつみの前夫の長女。
アイヌ文化伝承者、知里幸恵 銀のしずく記念館の3代目館長）

## アイヌの金銭事情
富樫利一によると、1884年（明治18年）の納税記録で、アイヌが15人、和人が11人納税している。明治維新以降、旧土人保護法が成立するまでの間、アイヌと和人は対等な経済力を持っていたと言えると富樫は指摘している。